# Rhagio taorminae
Rhagio taorminae är en tvåvingeart som beskrevs av Becker 1921. Rhagio taorminae ingår i släktet Rhagio och familjen snäppflugor. Inga underarter finns listade i Catalogue of Life.